# Donaulände (Linz)

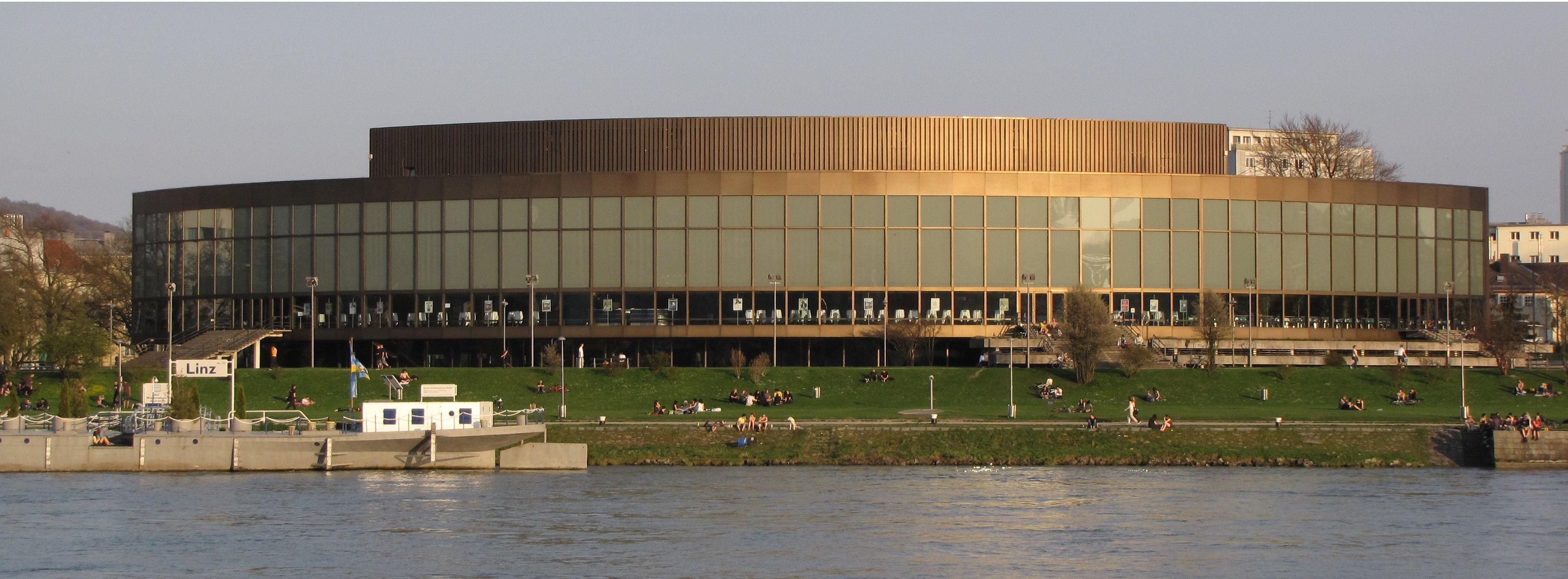
Brucknerhaus und in der Abendsonne versammelte Jugendliche

Die Donaulände, im Volksmund auch Donaupark oder Lände genannt, ist ein öffentlicher Linzer Park, der im Stadtzentrum zwischen der Nibelungenbrücke und der VÖEST-Brücke am südlichen Ufer der Donau liegt. Die Donaulände dient als Erholungspark und auch als Schauplatz für Kulturveranstaltungen, wie der Linzer Klangwolke und dem Linzfest. Darüber hinaus gilt die Donaulände im Sommer als beliebter Treffpunkt der Linzer Jugendkultur.
Zudem befinden sich auf der Donaulände das 2003 eröffnete Kunstmuseum Lentos, das nachts in unterschiedlichen Farben leuchtet, und das Brucknerhaus (seit 1973). Der Donaupark, das Lentos, das Brucknerhaus, sowie die Donau und die Donaubrücken sind ein wesentlicher Bestandteil der Silhouette des Linzer Stadtzentrums.

## forum metall

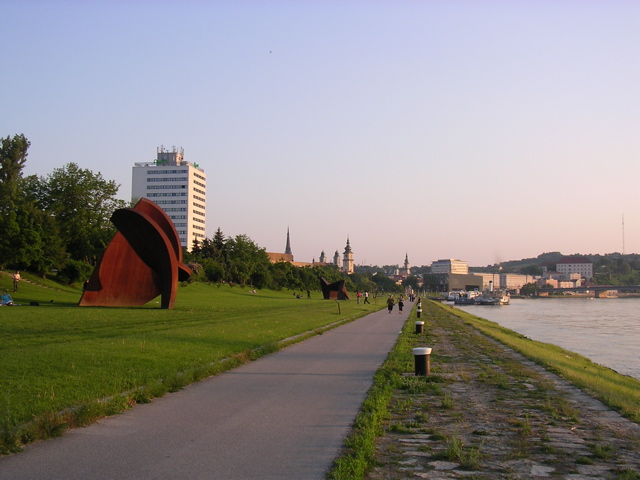
Das forum metall auf der Linzer Donaulände

Das forum metall war eine Ausstellung mit Plastiken nationaler und internationaler Künstler im Jahre 1977 an der Donaulände, initiiert vom Metallkünstler und damaligen Rektor der Kunstuniversität Linz Helmuth Gsöllpointner und dem Neue-Galerie-der-Stadt-Linz-Direktor Peter Baum.
Zwölf Großplastiken von Künstlern aus sieben Nationen wurden an der Donaulände und im Parkbereich des Brucknerhauses aufgestellt und sollen im Laufe der Zeit um weitere Werke ergänzt werden.
Intention des forums metall war es, Kunst und Wirtschaft miteinander zu verbinden und aus dieser Kooperation auf die bedeutsame Rolle von Linz als Industriestandort und gleichzeitig aufstrebende Kunstmetropole zu verweisen. Künstler von internationalem Rang wie Max Bill, Bernhard Luginbühl, Piotr Kowalski, Haus-Rucker-Co, Mathias Goeritz, Erwin Heerich, Klaus Rinke, Donald Judd, Herbert Bayer, Günther Uecker, David Rabinowitch, Erwin Reiter und Eduardo Paolozzi wurden eingeladen, für den Linzer Donaupark großformatige Plastiken zu schaffen. Sämtliche Arbeiten wurden eigens für Linz konzipiert und in österreichischen Betrieben hergestellt. Geplant war zu Beginn eine Ausstellung mit der Mindestzeit von zwei Jahren, woraus aber bei vielen inzwischen eine Dauerleihgabe der jeweiligen Künstler wurde.
Im Jahr 1998 wurde die Stahlplastik „Hommage à Anton Bruckner“ des spanischen Bildhauers Amadeo Gabino aufgestellt. Das 18 Tonnen schwere Kunstwerk wurde in der Voest Alpine MCE in Linz gefertigt und per Schiff und Schwerlastkran an seinen Bestimmungsort im Donaupark gebracht.
Die Arbeiten Bayers, Paolozzis, Ueckers und anderer wurden für Linz09 mit einer Lichtinszenierung von Rolf Derrer neu in Szene gesetzt.

### Exponate forum metall

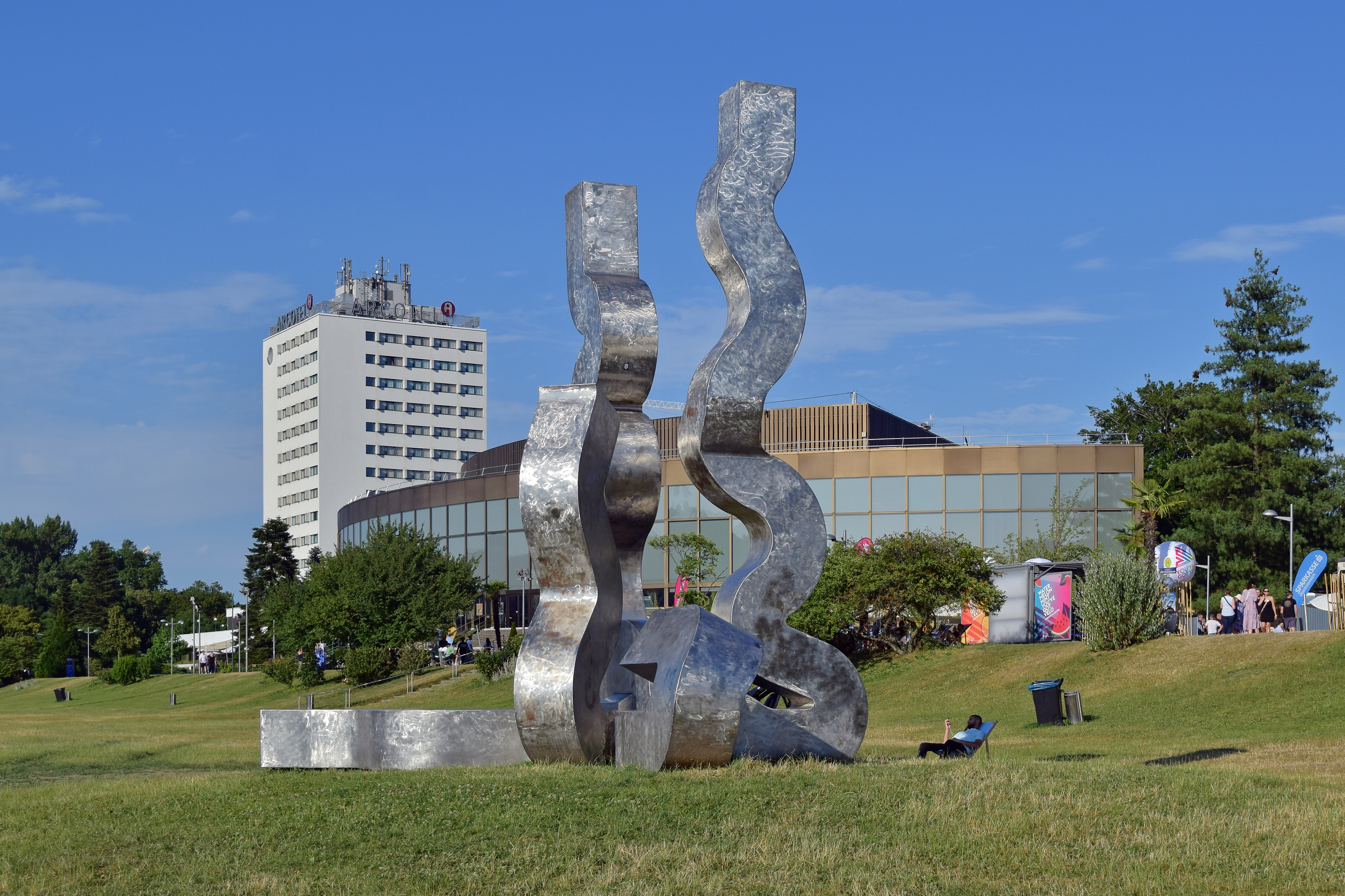
Erwin Reiters Plastik „Strömung“ nahe dem Brucknerhaus

- „Tisch der Austreibung“ von Günther Uecker, 1977
- „Strömung“ von Erwin Reiter, 1977
- „Ellipse in 10 Teilen“ von David Rabinowitch, 1974–77
- „Thermocouple“ von Piotr Kowalski, 1977[2] – eigentlich ein Paar Bimetallstreifen
- „Brunnenskulptur“ von Herbert Bayer, 1977
- „Pavillonskulptur III“ von Max Bill, 1977
- „Hommage für Anton Bruckner“ von Eduardo Paolozzi, 1977
- „Ohne Titel“ von Erwin Heerich, 1977
- „Evolution“ von Helmuth Gsöllpointner, 1978
- „Die Schlange“ von Mathias Goeritz, 1986
- „Hommage à Anton Bruckner“ von Amadeo Gabino, 1998

### Ehemalige Exponate forum metall
Die vom Dach der Kunsthochschule in Richtung Hauptplatz gerichtete „Nike von Samothrake“, geschaffen von der Architektengruppe Haus-Rucker-Co, sorgte für Aufregung und Missverständnisse. Sie wurde zwei Jahre nach ihrer Aufstellung demontiert. Ebenso wurden die Großplastiken von Donald Judd, Bernhard Luginbühl und Klaus Rinke auf Wunsch der Künstler retourniert.